# Hillsborough (Caroline du Nord)
Pour les articles homonymes, voir Hillsborough.
La ville de Hillsborough est le siège du comté d'Orange, situé en Caroline du Nord, aux États-Unis.

## Démographie
| 1800 | 1850 | 1860 | 1870 | 1880 | 1890 |
| ---- | ---- | ---- | ---- | ---- | ---- |
| 474  | 582  | 751  | 809  | 781  | 662  |

| 1900 | 1910 | 1920  | 1930  | 1940  | 1950  |
| ---- | ---- | ----- | ----- | ----- | ----- |
| 707  | 857  | 1 180 | 1 232 | 1 311 | 1 329 |

| 1960  | 1970  | 1980  | 1990  | 2000  | 2010  |
| ----- | ----- | ----- | ----- | ----- | ----- |
| 1 349 | 1 444 | 3 019 | 4 263 | 5 446 | 6 087 |